# 片岡弘
片岡 弘（かたおか　ひろし 1958年4月8日 - ）は、日本の検察官。

## 人物
1983年東京大学法学部卒業。1985年検事任官。
2001年内閣官房司法制度改革準備室参事官、2004年法務省大臣官房参事官、2006年東京高等検察庁検事、2007年法務省刑事局国際課長、2008年刑事局刑事課長、2009年刑事局総務課長、2010年東京地方検察庁総務部長、2011年東京高等検察庁検事兼最高検察庁検事。
2012年秋田地方検察庁検事正・仙台高等検察庁秋田支部長、2013年最高検察庁検事、2014年法務省保護局長、2016年最高検察庁総務部長、2017年千葉地方検察庁検事正、2018年名古屋地方検察庁検事正。
2020年札幌高等検察庁検事長。2021年退官。